# Јованка Кирковић
Јованка Кирковић (Нови Сад, 19. јануар 1837 — око 1867) била је глумица, првакиња новосадског глумишта.

## Детињство и породица
Хероина новосадског друштвеног живота средине 19. века потиче из угледне новосадске грађанске породице. Њен отац Јован Кирковић био је адвокат и царско-краљевски директор Српске канцеларије. Јованка је рано остала без мајке и детињство је провела одрастајући уз два брата и сестру. Током школовања стекла је добро образовање, говорила је немачки и мађарски језик, свирала клавир и одлично певала. У раној младости је оболела од туберкулозе, тако да је, знајући да неће дуго живети, жудела за емотивнијим и слободнијим животом желећи да јој театар буде основно животно опредељење.

## Љубав са Лазом Костићем
Почетком 1860. године упознала се са Лазом Костићем који је често долазио у Нови Сад. Иако је била четири године старија од њега, између њих се развила велика љубав. Духовни плод ове љубави је пет Костићевих песама којима је она била надахнуће: 
- Под прозором,
- На искап,
- Љубавни двори,
- Погреб,
- После погреба.[2]

Ових пет песама критика је уврстила међу његове најбоље песме.
Ова љубав се није завршила браком, као ни, за Јованку, много битнија емотивна веза са српским новинарем и књижевником Ђорђем Поповићем - Даничарем.

## Глумачка каријера
Подстицај да буде глумица, највероватније је дошао од Лазе Костића који јој је преко управника Српског народног позоришта у Новом Саду, Јована Ђорђевића омогућио позоришни ангажман. Ипак пре Српског народног позоришта у Новом Саду, почетком 1962. године први пут је ступила на сцену у Омладинском позоришту у Београду. За члана Српског народног позоришта постављена је 13. јуна 1862, а први наступ на сцени имала је 16. јуна у улози Јелке у комаду Љубав и филозофија. Њен деби у театру био је веома запажен. Пишући о њеном тумачењу Јелке у комаду Љубав и филозофија, критичар Данице честита СНП-у на таквој принови, јер је својом красном спољашношћу, умиљатим гласом и грациозним кретањем обећавала да ће временом бити добра глумица.

### Улоге
Листа од тридесетак улога које је тумачила за време своје трогодишње глумачке активности нису за потцењивање. То су дела стандардног репертоара СНП-а тога доба, а међу ликовима које је тумачила има и главних женских улога. Међутим већину улога није тумачила на премијери, него приликом каснијих извођења што је био узрок њеног сталног незадовољства.
Неке од улога:
- Јелка (Љубав и филозофија),
- Евица (Инкогнито),
- Пава (Лудница),
- Озрена (Херцег Владислав),
- Млада госпа (Нечиста соба),
- Јелка (Пркос),
- Лујза (Сплетка и љубав),
- Сенка Лалина (Сеоба Србаља),
- Милка (Стари бака и његов син хусар),
- Јелица (Заручник и невеста у једној особи),
- Учитељица (Мушки метод и женска мајсторија),
- Мица (Ђеша, Јеша и Неша),
- Анка (Вампир и чизмар),
- Габријела (Жена што кроз прозор скаче),
- Љубица (Мејрима),
- Царица (Зидање Раванице),
- Косара (Владимир и Косара),
- Нећака (Мишел Перен),
- Љубавница (Слика моје драге),
- Јула (Војнички бегунац),
- Ружица (Доктор Зољић),
- Милица (Љубоморна жена),
- Рауловица (Женски непријатељ),
- Милева (У лажи је плитко дно).[2]